# Selva Escura
La Selva Escura fou un bosc de l'Alta Ribagorça, a cavall entre els antics municipis de Malpàs, actualment inclòs en el municipi del Pont de Suert, i de Benés, actualment pertanyent al terme de Sarroca de Bellera i, per tant, inclòs administrativament en el Pallars Jussà.
Era un bosc d'alta muntanya, situat al nord-oest del terme de Sarroca de Bellera i al nord-est del del Pont de Suert. Es troba a prop i a llevant del poble d'Erta i més lluny al nord-oest del de Manyanet i del Mesull. És just al nord del Tossal del Cogomar, de manera que el bosc ocupa els seus contraforts septentrionals.
Actualment quasi tot el territori que ocupava el bosc és un pelat d'alta muntanya, ja que el bosc desaparegué fa molts anys. En queden, tanmateix, algunes clapes puntuals.